# الشرفة (المفلحي)

تعديل مصدري - تعديل

الشرفة هي إحدى قرى عزلة المفلحي بمديرية المفلحي التابعة لمحافظة لحج، بلغ تعداد سكانها 785 نسمة حسب تعداد اليمن لعام 2004.